# Балесфельд
Балесфельд (нем. Balesfeld) — община в Германии, в земле Рейнланд-Пфальц. 
Входит в состав района Айфель-Битбург-Прюм.  Население составляет 222 человека (на 31 декабря 2010 года). Занимает площадь 2,35 км².